# 久大本線
久大本線（日语：／ Kyūdai honsen */?）是自福岡縣久留米市久留米車站到大分縣大分市大分車站的九州旅客鐵道（JR九州）的鐵路線（地方交通線）。有由布高原線的愛稱。
线路从大分县九重町与由布市交界处的分水岭三库里峠起，西侧沿筑后川（三隈川）及其支流玖珠川而行，东侧沿大分川横贯九州。 沿线有被称为大分县小京都的日田、温泉胜地由布院等观光景点。

## 路線資料
- 管轄（事業類別）：九州旅客鐵道（第一種鐵道事業者）
- 路線距離（營業距離）：141.5公里[1]
- 軌距：1067毫米
- 站數：37個（包括起終點站） [1]
  - 若只限屬於久大本線的車站，排除起終點站（久留米站屬於鹿兒島本線，大分站屬於日豐本線[2]）則為35個。
- 複線路段：沒有（全線單線）
- 電氣化路段：沒有（全線非電氣化（日语：非電化））
- 閉塞方式：特殊自動閉塞式（軌道回路檢知式）
- 最高速度：95公里/小時[3]

久留米站－豐後三芳站間由本社鐵道事業本部直轄，豐後中川站－大分站間由大分支社管轄。
2016年12月22日起，开通实时列车位置信息系统“Dore Dore”，可通过智能手机应用程序“JR九州APP”查看列车位置信息。
久留米站－善導寺站間，向之原站－大分站間可以使用IC乘車卡「SUGOCA」。另外，善導寺站－向之原站間雖然不能使用SUGOCA進出，但可以使用SUGOCA乘車通過。

## 运行形态

### 優等列車
在博多站与由布院站、大分站和别府站之间运行“由布”和“由布院之森”优等列车。

### 地域輸送
运行系统在日田站、由布院站分段。
贯穿全线的普通列车虽然很久没有设置，但在2022年9月23日时刻表，设置了从久留米到大分的下行列车全程车（1821D→1823D）。

#### 久留米站 - 日田站间
普通列车基本由久留米站始发终到，但鹿儿岛本线鸟栖出发到达鸟栖的上下行列车早上各一班（2022年9月23日时刻表）。由于久留米站没有存放车辆的空间，列车需要回送至鸟栖站存放车辆、部分列车从久留米站进入运营。 在这种情况下，鸟栖站和久留米站之间为回送车辆。 由于久留米站的车站配线原因，这些列车无法进入久大本线专用的 2 号站台。此外，还设置了久留米站～善导寺站、筑后吉井站、浮羽站区间列车，每小时1-2班次往返久留米站～善导寺站、筑后吉井站、浮羽站每小时约1~2对、浮羽站～日田站每小时约1对。 
此外，在夜明站和日田站之间，也可以使用因2017年7月九州北部暴雨而停运的日田彦山线的代行巴士，每小时2-3班。 
单人运转时，久留米站～善导寺站之间无论有无车站工作人员，在车内均不支付（市区型单人运转）。 该区间的票价可利用 SUGOCA 支付。

#### 日田站  - 由布院站间
一般来说，列车大部分运行在久留米站、日田站至丰后森站间，日田站至由布院站、大分站之间，但丰后森站至由布院站、大分站间也有列车。 在久留米和大分地区也有直达列车，例如久留米站和丰后森站、由布院站之间以及日田站和大分站之间。该路段列车班次较少，有约4-5小时不发车的时段。
日田站和天之濑站之间也曾有区间列车，但在 2008 年 3 月 15 日修改时刻表时被废除。

#### 由布院站 - 大分站间
本区间以由布院站至大分站之间每小时约1班列车（白天也 2 小时间隔）和向之原站至大分站间每小时1班区间列车为基础时间表。早上，丰后国分站～大分站间；晚间庄内站～大分站间的区间列车1～2小时1班。 丰后森站、日田站和大分站之间也有直达列车。单人运转时，由布院站～大分寺站之间无论有无车站工作人员，在车内均不支付（市区型单人运转）。 该区间的票价可利用 SUGOCA 支付。
2015年3月14日的时刻表修改后，从日丰本线龟川站至向之原站的直通列车，但2018年3月17日的时刻表修改再次废止。 
另外，单人运转列车仅在汤之平站和由布院站时，在到站预报广播和列车到达广播中播放英语。

## 使用车辆
除了巡游列车“九州七星号”之外均为气动车（柴油动车）。除了Kirosi47形为佐世保车辆中心配属，Kiha71系、Kiha72系为直方车辆中心配属外，均为大分车辆中心配属。
- Kiha185系 - 特急“由布”使用。
- Kiha71系 - 特急“由布院之森”使用。
- Kiha72系 - 特急“由布院之森”使用。
- Kirosi47形 - 团体专用列車“甜点列車”在日田站～大分站间使用。
- Kiha125形 - 1993年起在日田站～大分站间使用。
- Kiha200形、Kiha220形 - 2003年起使用，之后新造双司机室的的Kiha220形200番台车辆在全区间使用。
- DF200形柴油机车、DE10形柴油机车、77系客車 - 「除了巡游列车“九州七星号”（现在在大分站～由布院站间运行）。

### 過去使用的车辆
- 柴聯車
  - Kiha58系、Kiha65形 - 急行用卧铺车改造后用于急行“由布号”，未改造車、近郊形改造車由于普通列車使用。急行列车改为特急列车后，卧铺车改造后的車也也用于普通列車使用。Kiha58形、Kiha65形各1辆改造为观光列車“TORO-Q”使用。
  - Kiha66、67形 - 主要由于日田彦山线线直通的急行列车（后来的快速列车）“日田号”“半田号”。
  - Kiha31形 - 用于普通列车
  - Kiha183系1000番台 - 1992年改造为“由布院之森号”的第二代车辆。1999年由Kiha72系代替后退出本线运行。之后2004年改造为特急“由布DX”使用，2011年“由布DX”停运后退出本线运行，用于丰豊肥本线特急“阿苏男孩号”使用。
  - Kiha 183系列 1000系列 - 1992年改装为“Yufuin no Mori II”并在特快“Yufuin no Mori”上使用，但在1999年被Kiha 72系列取代并退出这条线路. 之后于2004年改造并搭载于特急“由布DX”，2011年“由布DX”停运并退出本线，之后在丰肥本线运行. !" 被使用。
  - Kiha40形、Kiha140形、Kiha47形、Kiha147形 - 用于普通列车，2020年3月12日运用结束。
- 客车
  - 在 1990 年代，其他 JR 公司取消了除快速“海峡号”之外的全部机車牽引之客運列車，但本线仍然使用机车牵引50 系和 12 系客车。因丰肥本线熊本站 - 肥后大津站电气化，多余柴油动车重新分配，在1999年12月4日时刻表的修改时，本线取消全部由機車牽引之旅客列車。
- 机车
  - DE10型内燃机车用于牵引旅客列车。
  - 从1956年到1970年，使用D60型蒸汽机车。

## 歷史
大分站和小野屋站之间的区间作为私营铁路大汤铁道运营。 1922年收归国有，改名为大汤线。 在国有化后的1923年，按照大汤铁道的规划延长至汤之平站， 之后逐渐扩建，于1933年开通至天之濑站。 
久留米站～天之濑站区间作为久大线开通。1928 年，久留米站和筑后吉井站之间开通了第一条线路。 在此之前，一直在久留米站和豆田站（日田町）之间运行私营的筑后轨道，但因与久大线竞争而获得补偿后于 1929 年被废除。 1934年日田站开通，同年日田站～天濑站末段开通，久留米站～大分站全线开通。

### 年表

#### 大汤线（大分站 - 天之濑站间）
- 1915年10月30日：大湯鐵道大分市站 - 小野屋站間開業。開設大分市站、古國府停留場、永興停留場、賀來站、平橫瀨停留場、向之原站、鬼瀨停留場、櫟木停留場、小野屋站[6][7][8]。
- 1918年2月1日：森之木停留场开业。
- 1922年12月1日：大汤铁道收归国有[9]，大分站～小野屋站间成为大汤线。設大分、永興、賀來、向之原及小野屋五站[10]，大分市站合併於大分站而遭废止，古国府停留场、森之木停留场、平横濑停留场、鬼濑停留场、櫟木停留场則遭廢站。
- 1923年9月29日：小野屋站～汤平站间延伸开业[11]。天神山站、庄内站、汤平站开业。
- 1925年7月29日：湯平至北由布站之間通車[12]，南由布、北由布站開業。
- 1926年11月26日：北由布站～野矢站间延伸开业。新设野矢站。
- 1928年10月28日：野矢站～丰后中村站间延伸开业。新设丰后中村站。

- 2月3日：新设鬼濑站。
- 7月29日：汤平站～北由布站间延伸开业。新设南由布站、北由布站。
- 12月1日：永兴站改为南大分站。

- 1929年12月15日：丰后中村站～丰后森站间延伸开业。新设引治站、恵良站、丰后森站。
- 1930年4月6日：鬼濑站～小野屋站间，逆向牵引运行（锅炉在客车方向）的机车锅炉破裂。大量的高温蒸汽從烟室门吹向客车， 23人死亡。（久大线机车锅炉破损事故）
- 1932年9月16日：丰后森站～北山田站间延伸开业。新设北山田站。
- 1933年9月29日：北山田站～天之濑站间延伸开业。新设天之濑站。
- 1934年11月15日：編入久大线。

#### 久大线→久大本线
- 1928年（昭和3年）12月24日：久大线久留米站 - 筑吉井站间开业，南久留米站、御井站、善导寺站、筑后草野站、田主丸站、筑後吉井站开业。
- 1931年（昭和6年）7月11日：筑后吉井站 - 筑后大石站间延伸开业，筑后千足站、筑后大石站开业。
- 1932年（昭和7年）3月12日：筑后大石站 - 夜明站间延伸开业，夜明站开业。
- 1934年（昭和9年）
  - 3月3日：夜明站 - 日田站间延伸开业，日田站开业。
  - 6月25日：光冈站开业。
  - 11月15日：日田站 - 天之濑站间延伸开业，丰后三芳站、丰后中川站开业。大汤线（大分站 - 天之濑站）編入久大线。
- 1937年（昭和12年）6月27日：随着宫原线的开通，久大线改为久大本线。
- 1950年（昭和25年）1月1日：北由布站改为由布院站。
- 1953年（昭和28年）6月26日：因昭和28年西日本水害停运，8月8日恢复。
- 1957年（昭和32年）3月15日：杉河内站开业。
- 1970年（昭和45年）：久大本线停止使用蒸汽机车，实现无烟化。
- 1984年（昭和59年）
  - 1月20日：天之濑站 - 大分站间列车集中控制装置 (CTC) 导入。
  - 2月15日：久留米站 - 丰后三芳站间列车集中控制装置 (CTC) 导入。
- 1987年（昭和62年）4月1日：全线货物营业废止，国铁分割民营化后由JR九州旅客铁道继承。
- 1988年（昭和63年）
  - 3月13日：古国府站开业。
  - 3月15日：公布本线昵称为“由布高原线”。
- 1989年（平成元年）3月11日：丰后国分站开业。
- 1990年（平成2年）5月1日：筑后千足站改为浮羽（うきは站）。
- 1992年（平成4年）
  - 4月1日：单人运转开始。
  - 7月15日：最高速度提高至95km/h。
- 1999年（平成11年）2月22日 23時55分左右：由大分开往由布院的列车在南由布站～汤之平站间的津津良隧道，与倒在铁轨上的混凝土块发生碰撞事故。
- 2000年（平成12年）3月11日：久留米大学前站开业。
- 2008年（平成20年）8月24日：大分站的久大本线部分高架化完成，从大分站到古国府站前的古国府隧道前的线路改为高架线。
- 2009年（平成21年）3月14日：久留米高校前站开业。
- 2012年（平成24年）
  - 7月14日：筑后吉井站～日田站间因平成24年7月九州北部暴雨导致路基流失，隈上川桥的桥墩下沉，久留米站～日田站间线路中断。
  - 7月15日：久留米站～筑后吉井站间于傍晚恢复运行。
  - 7月16日：筑后吉井站～浮羽站间部分普通列车恢复运行。特急“由布号”、“由布院之森号”变更为日田站～别府站间运行。筑后吉井站～日田站间开始巴士代行运输。
  - 7月27日：夜明站～日田站间日田彦山线列车恢复运行（久大本线列车继续停运）。
  - 8月25日：浮羽站～夜明站间普通列车恢复运行、久留米站～大分站间全线恢复。特急“由布号”、“由布院之森号”于8月28日恢复运行。
  - 10月：久留米站～丰后三芳站间的运行指挥由田川伊田指令所改为大分指令所。
  - 12月1日：久留米站～善导寺站间、向之原站～大分站间可使用SUGOCA卡。
- 2014年（平成26年）2月13日：天之濑站～杉河内站间，日田站开往丰后森站的下行列车发现倒树，但因来不及刹车撞上导致脱线，1名乘客受伤。
- 2016年（平成28年）12月22日：随着智能手机应用程序“JR九州APP”中的列车位置信息系统“DoreDore”开始运行，实时发布列车位置信息。
- 2017年（平成29年）
  - 7月5日：平成29年7月九州北部暴雨，光冈站～日田站间的花月川上架设的铁桥冲毁。善导寺站～日田站间、由布院站～向之原站间全天停运。
  - 7月6日：日田站～由布院站间自始发列车起停运，9时3分起日田站～向之原站间恢复运行，傍晚善导寺站～浮羽站间恢复运行。
  - 7月10日：筑后吉井站、浮羽站～日田站间巴士代行运输开始。
  - 7月18日：浮羽站～光冈站间恢复运行但对数减少。光冈站～日田站间继续巴士代行运输。
- 2018年（平成30年）7月14日：花月川桥梁架设完成，全线复旧。
- 2019年（令和元年）7月9日：久大本线无烟化后，首次运行蒸汽机车。作为团体包车“SL蒸汽号”在日田站和别府站之间运行，由8620型蒸汽机车+3系50辆客车+DE10型内燃机车担当。
- 2020年（令和2年）
  - 7月6日：受令和2年7月暴雨影响，久留米站～由布院站间停运。
  - 7月7日：受令和2年7月暴雨影响，由布院站～庄内站间停运。丰后中村站～野矢站间的第二野上川桥梁冲毁。
  - 7月8日：受令和2年7月暴雨影响，庄内站～大分站间停运。久留米站～日田站间恢复运行。
  - 7月9日：向之原站～大分站间恢复运行。
  - 8月8日：日田站～丰后森站间恢复运行。
  - 8月29日：庄内站～向之原站间恢复运行。
- 2021年（令和3年）
  - 2月13日：由布院站～庄内站间恢复运行。
  - 3月1日：丰后森站～由布院站间恢复运行。
  - 8月12日：受令和3年8月暴雨影响，日田站～由布院站间停运。第二天13日，杉河内站～北山田站间的第十玖珠川桥发现变形。
  - 8月18日：丰后森站～由布院站间恢复运行。
  - 9月17日：日田站～丰后森站间恢复运行。

## 車站列表
- 普通列車停靠所有車站。特急列車的停靠站參見「由布號列車」。
- 軌道（全線單線） … ◇、∨、∧：可列車交會，｜：不可列車交會

| 中文站名     | 日文站名 | 英文站名 | 站間營業距離 | 累計營業距離 | 接續路線                                       | 軌道 | 所在地 | 所在地        | 所在地 |
| ------------ | -------- | -------- | ------------ | ------------ | ---------------------------------------------- | ---- | ------ | ------------- | ------ |
| 久留米       |          |          | -            | 0.0          | 九州旅客鐵道：鹿兒島本線                       | ∨    | 福岡縣 | 久留米市      |        |
| 久留米高校前 |          |          | 3.4          | 3.4          |                                                | ｜   | 福岡縣 | 久留米市      |        |
| 南久留米     |          |          | 1.5          | 4.9          |                                                | ◇    | 福岡縣 | 久留米市      |        |
| 久留米大學前 |          |          | 1.9          | 6.8          |                                                | ｜   | 福岡縣 | 久留米市      |        |
| 御井         |          |          | 1.2          | 8.0          |                                                | ◇    | 福岡縣 | 久留米市      |        |
| 善導寺       |          |          | 4.6          | 12.6         |                                                | ◇    | 福岡縣 | 久留米市      |        |
| 後草野       |          |          | 3.1          | 15.7         |                                                | ◇    | 福岡縣 | 久留米市      |        |
| 田主丸       |          |          | 5.1          | 20.8         |                                                | ◇    | 福岡縣 | 久留米市      |        |
| 後吉井       |          |          | 5.6          | 26.4         |                                                | ◇    | 福岡縣 | 浮羽市        |        |
| 浮羽         |          |          | 3.6          | 30.0         |                                                | ◇    | 福岡縣 | 浮羽市        |        |
| 後大石       |          |          | 3.0          | 33.0         |                                                | ｜   | 福岡縣 | 浮羽市        |        |
| 夜明         |          |          | 6.1          | 39.1         | 九州旅客鐵道：日田彥山線                       | ◇    | 大分縣 | 日田市        |        |
| 光岡         |          |          | 6.1          | 45.2         |                                                | ◇    | 大分縣 | 日田市        |        |
| 日田         |          |          | 2.4          | 47.6         |                                                | ◇    | 大分縣 | 日田市        |        |
| 豐後三芳     |          |          | 1.8          | 49.4         |                                                | ｜   | 大分縣 | 日田市        |        |
| 豐後中川     |          |          | 5.9          | 55.3         |                                                | ｜   | 大分縣 | 日田市        |        |
| 天瀨         |          |          | 4.2          | 59.5         |                                                | ◇    | 大分縣 | 日田市        |        |
| 杉河內       |          |          | 4.1          | 63.6         |                                                | ｜   | 大分縣 | 日田市        |        |
| 北山田       |          |          | 4.2          | 67.8         |                                                | ◇    | 大分縣 | 玖珠郡 玖珠町 |        |
| 豐後森       |          |          | 5.4          | 73.2         |                                                | ◇    | 大分縣 | 玖珠郡 玖珠町 |        |
| 惠良         |          |          | 4.1          | 77.3         |                                                | ◇    | 大分縣 | 玖珠郡 九重町 |        |
| 引治         |          |          | 3.4          | 80.7         |                                                | ｜   | 大分縣 | 玖珠郡 九重町 |        |
| 豐後中村     |          |          | 2.4          | 83.1         |                                                | ◇    | 大分縣 | 玖珠郡 九重町 |        |
| 野矢         |          |          | 5.1          | 88.2         |                                                | ◇    | 大分縣 | 玖珠郡 九重町 |        |
| 由布院       |          |          | 10.9         | 99.1         |                                                | ◇    | 大分縣 | 由布市        |        |
| 南由布       |          |          | 3.4          | 102.5        |                                                | ◇    | 大分縣 | 由布市        |        |
| 湯平         |          |          | 7.1          | 109.6        |                                                | ◇    | 大分縣 | 由布市        |        |
| 內           |          |          | 4.9          | 114.5        |                                                | ◇    | 大分縣 | 由布市        |        |
| 天神山       |          |          | 3.6          | 118.1        |                                                | ｜   | 大分縣 | 由布市        |        |
| 小野屋       |          |          | 1.5          | 119.6        |                                                | ◇    | 大分縣 | 由布市        |        |
| 鬼瀨         |          |          | 5.0          | 124.6        |                                                | ｜   | 大分縣 | 由布市        |        |
| 向之原       |          |          | 3.1          | 127.7        |                                                | ◇    | 大分縣 | 由布市        |        |
| 豐後國分     |          |          | 4.0          | 131.7        |                                                | ◇    | 大分縣 | 大分市        |        |
| 賀來         |          |          | 2.2          | 133.9        |                                                | ｜   | 大分縣 | 大分市        |        |
| 南大分       |          |          | 2.7          | 136.6        |                                                | ◇    | 大分縣 | 大分市        |        |
| 古國府       |          |          | 2.3          | 138.9        |                                                | ｜   | 大分縣 | 大分市        |        |
| 大分         |          |          | 2.6          | 141.5        | 九州旅客鐵道：日豐本線、豐肥本線（阿蘇高原線） | ∧    | 大分縣 | 大分市        |        |

1. ↑  日田彥山線的列車在運行系統上直通至日田站

### 廢站
- 櫟木停留場：小野屋站－鬼瀨站間
- 鬼瀨停留場：小野屋站－鬼瀨站間
- 平橫瀨停留場：向之原站－豐後國分站間
- 森之木停留場：豐後國分站－賀來站間
- 南國府停留所：南大分站－古國府站間

### 過去的接續路線
- 久留米站：
  - 西日本鐵道上久留米線（日语：西鉄上久留米線） - 1948年7月5日休止，1951年12月25日廢除。
  - 後軌道：1929年3月26日廢除。
- 惠良站：宮原線 - 1984年12月1日廢除。
- 大分站：大分交通別大線：1972年4月5日廢除。

## 新增车站计划
久留米市考虑在御井站～善导寺站间、田主丸站～筑后吉井站间设置新站。

## 运输情况统计
平均通過人員（輸送密度）、旅客運輸收入等，参照以下。
| 年度     | 平均通过认识（人/日） | 平均通过认识（人/日） | 平均通过认识（人/日） | 平均通过认识（人/日） | 旅客运输收入 （百万日元/年） | 参考 |
| 年度     | 全区間                | 久留米 - 日田         | 日田 - 由布院         | 由布院 - 大分         | 旅客运输收入 （百万日元/年） | 参考 |
| -------- | --------------------- | --------------------- | --------------------- | --------------------- | ---------------------------- | ---- |
| 1987年度 | 3,122                 | 3,040                 | 2,564                 | 3,890                 | -                            |      |
|          |                       |                       |                       |                       |                              |      |
| 2016年度 | 2,754                 | 3,867                 | 2,027                 | 2,387                 | 2,343                        |      |
| 2017年度 | 1,856                 | -                     | 1,340                 | 2,483                 | 1,655                        |      |
| 2018年度 | 2,482                 | 3,437                 | 1,756                 | 2,294                 | 2,054                        |      |
| 2019年度 | 2,462                 | 3,475                 | 1,756                 | 2,162                 | 2,094                        |      |
| 2020年度 | 1677                  | 1677                  | -                     | -                     | 616                          |      |